# Mimela pallidicauda
Mimela pallidicauda är en skalbaggsart som beskrevs av Gilbert John Arrow 1910. Mimela pallidicauda ingår i släktet Mimela och familjen Rutelidae. Inga underarter finns listade i Catalogue of Life.